# Sant'Ippolito (titolo cardinalizio)
Sant'Ippolito (in latino: Titulus Sancti Hippolyti) è un titolo cardinalizio istituito da papa Francesco il 14 febbraio 2015. Il titolo insiste sulla chiesa di Sant'Ippolito, sita nel quartiere Nomentano.
Dal 14 febbraio 2015 il titolare è il cardinale John Atcherley Dew, arcivescovo emerito di Wellington.

## Titolari
- John Atcherley Dew, dal 14 febbraio 2015